# Le Devoir conjugal
Pour plus de détails, voir Fiche technique et Distribution.
Le Devoir conjugal (Il debito coniugale) est une comédie érotique italienne réalisée par Francesco Prosperi et sortie en 1970.

## Synopsis
Romolo, pompiste à la station-service de sa riche épouse Inès, rencontre un jour Orazio, son ancien compagnon d'armes qui achetait de l'essence par hasard, et se laisse convaincre de fuir l'ennui de la vie conjugale et de vivre d'expédients.
C'est ainsi qu'ils commencent à errer dans diverses villes des provinces italiennes. Au cours de leur errance sans but, ils rencontrent une jeune fille, Candida, qui se joint à eux. Lorsque Romolo, pour un pari avec un conteur hippie rencontré dans une taverne, mange plusieurs kilos de saucisses crues et meurt, Orazio se charge d'annoncer la triste nouvelle à la veuve. Mais il est trop tard : Orazio a déjà informé Ines de son veuvage prématuré et accepte volontiers de passer la nuit avec elle, avant de s'installer quelques jours plus tard.

## Fiche technique
- Titre français : Le Devoir conjugal[1]
- Titre original : Il debito coniugale
- Réalisation : Francesco Prosperi
- Scénario : Massimo Franciosa, Giancarlo Del Re, Marina Chierici, Massimo Andrioli
- Photographie : Aldo Tonti
- Montage : Alberto Gallitti
- Musique : Carlo Pes (it), Peppino De Luca (it)
- Décors : Arrigo Equini (it)
- Costumes : Osanna Guardini
- Production : Felice Testa Gay
- Sociétés de production : Cinegai
- Pays de production :  Italie
- Langue originale : italien
- Format : couleurs par Chromoscope - 2,35:1 - Son mono - 35 mm
- Genre : comédie érotique italienne
- Durée : 91 minutes
- Dates de sortie : 
  - Italie : 28 septembre 1970

## Distribution
- Lando Buzzanca : Orazio
- Barbara Bouchet : Candida
- Orazio Orlando : Romolo
- Pippo Franco : conteur hippie
- Anita Ekberg : Inès
- Ruggero Rosi :
- Nerina Montagnani :
- Angela Luce :
- Alberto Hammermann :
- Vittorio De Bisogno :
- Mario Carotenuto : moine
- Anita Saxe :

## Production
Le film est tourné dans différents lieux, en particulier dans les Pouilles : à Peschici, dans l'abbaye de Santa Maria di Càlena (it) et près de certaines tours côtières,.